# Rode wouw
De rode wouw (Milvus milvus) is een roofvogel uit de familie van de havikachtigen (Accipitridae).  De wetenschappelijke naam van de soort werd als Falco Milvus in 1758 gepubliceerd door Carl Linnaeus.
De naam rode milaan (vergelijk Duits: Rotmilan; zowel deze als de Nederlandse term zijn aan het Franse milan ontleend) wordt voor deze vogel niet meer gebruikt.

## Kenmerken
Een volwassen exemplaar is circa 62 centimeter groot, 750 tot 1000 gram zwaar en heeft een spanwijdte van ongeveer 160 cm. Het uiterlijk lijkt op dat van de buizerd, maar de rode wouw is meer roodachtig en heeft een diep gevorkte staart. De soort is hieraan te onderscheiden van de nauw verwante zwarte wouw, die een ondiep gevorkte staart heeft.

## Leefwijze
De rode wouw jaagt op kleine en middelgrote zoogdieren en vogels, grote insecten, maar kan ook prooien van andere roofvogels afpakken. Daarnaast is hij een aaseter. Hij heeft een voorkeur voor halfopen landschappen, waar hij in landbouwgebieden kan jagen en in kleine bossen kan broeden.

## Voortplanting
Het legsel bestaat meestal uit twee eieren en maximaal zes eieren.

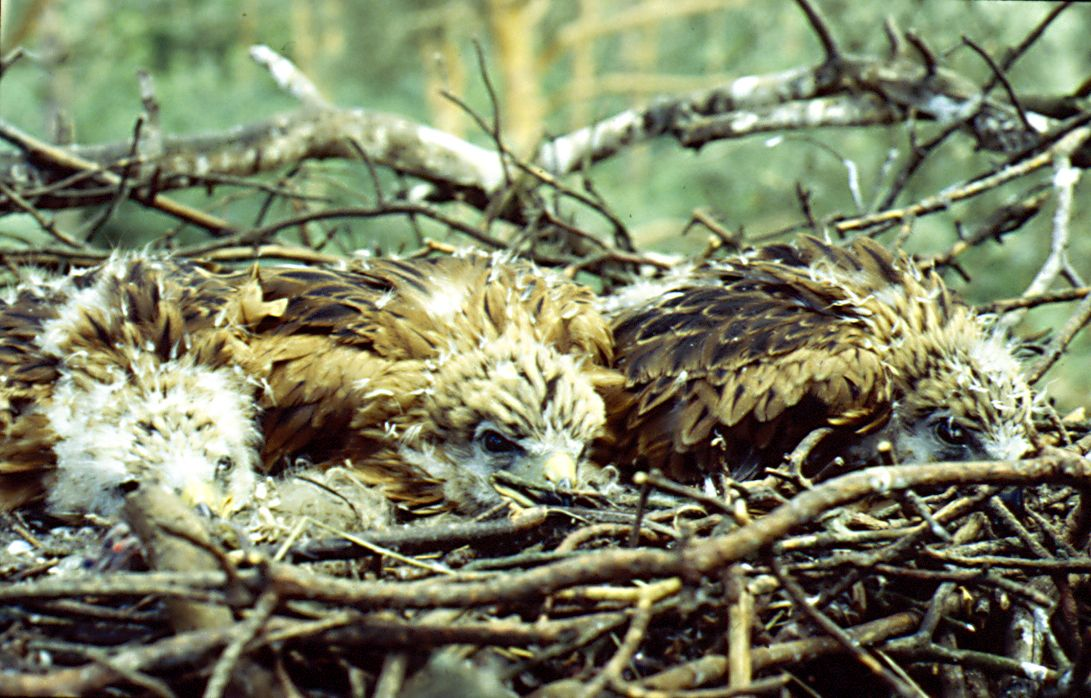
Kuikens

## Broedgebied
De rode wouw is deels trekvogel en komt als broedvogel voor in grote delen van Centraal- en Zuid-Europa. Vooral in Duitsland en Frankrijk komen grote populaties voor. Duitsland herbergt 30% van de totale broedpopulatie in Europa. Daarnaast kan de rode wouw broedend worden aangetroffen in Spanje, Portugal, Italië, Zwitserland, Oostenrijk, Polen, de Baltische staten, West-Rusland, Hongarije, Slowakije, Tsjechië, Roemenië, Bulgarije, de Kaukasus, Wit-Rusland, de landen van voormalig Joegoslavië en Noord-Afrika. In Scandinavië is de soort beperkt tot Denemarken, Zuid-Zweden en het eiland Gotland. In Groot-Brittannië en Ierland ontbrak de soort, met uitzondering van een geïsoleerde populatie in het zuiden van Wales. Dit was veroorzaakt door het afschieten van de rode wouw in de afgelopen twee eeuwen. Herintroductie in Engeland, Schotland en Ierland sinds 1990 verloopt echter succesvol. In het voorjaar van 2011 werden bij een vogeltelling in Britse tuinen zo'n 2.000 broedende paren geteld. Er zijn nu in 2020 circa 10.000 rode wouwen in Engeland. Ook in de Oostkantons en Ardennen in België is er een gezonde broedpopulatie. De totale Waalse broedpopulatie wordt geraamd op 150 tot 180 koppels. In Nederland en Vlaanderen is de rode wouw een onregelmatige broedvogel.
Er worden twee ondersoorten onderscheiden:
- M. m. milvus: van Europa en noordwestelijk Afrika tot het Midden-Oosten.
- M. m. fasciicauda Hartert, 1914: Kaapverdië.

## Overwinteringsgebied
De rode wouw overwintert voornamelijk in Zuid-Europa en Noord-Afrika, deels ook elders in Afrika. Hij komt het gehele jaar door in Frankrijk Spanje, Portugal, Italië en de Balkan voor. In de winter komt hij ook in Griekenland voor.

## Voorkomen en status in Nederland en Vlaanderen
In Nederland is de rode wouw vooral een regelmatige doortrekker in klein aantal in voor- en najaar. De soort is echter ook een onregelmatige broedvogel. In de periode 1973-1977 werden 2 zekere en 6 waarschijnlijke broedgevallen vastgesteld, in 1977-2000 waren er minstens 10 pogingen tot broeden. In 1975-1999 zijn 55 dood gevonden rode wouwen onderzocht en toen bleek dat 45 dieren vergiftigd waren. Volgens SOVON waren er in 1998-2007 geen broedgevallen in Nederland. In 2008 werd door Natuurmonumenten weer een broedgeval in Oost-Groningen gemeld, waarbij een jong werd grootgebracht. Tien jaar later werden in Nederland, verspreid over het zuiden en oosten van het land, ruim 15 nesten geteld. Bij een daarvan, in de buurt van Deventer, werd toen al vijf jaar achtereen hetzelfde koppel vogels waargenomen dat ten minste tweemaal een nest met drie kuikens had.
In Vlaanderen is de rode wouw een onregelmatige broedvogel. In 1998 vond een broedpoging plaats in Ursel (Oost-Vlaanderen) die mislukte als gevolg van een zware storm, in 2000 mislukte een broedpoging in Ieper (West-Vlaanderen). In de zomer van 2014 was er een geslaagde broed in het Dijleland (Vlaams-Brabant). In 2017 was er een succesvol broedgeval in de bosgordel langs de Zuidlede in Moerbeke, het eerste geslaagde broedgeval voor Oost Vlaanderen sinds meer dan 50 jaar.
De rode wouw is in 2004 niet op de Nederlandse Rode Lijst gezet. De soort staat wel op de Vlaamse Rode Lijst als zeldzaam. De rode wouw staat als niet bedreigd op de internationale Rode Lijst van de IUCN.
De grootte van de totale populatie is in 2020 geschat op 60-70 duizend volwassen vogels. Op de Rode lijst van de IUCN heeft deze soort de status niet bedreigd.

## Fotogalerij

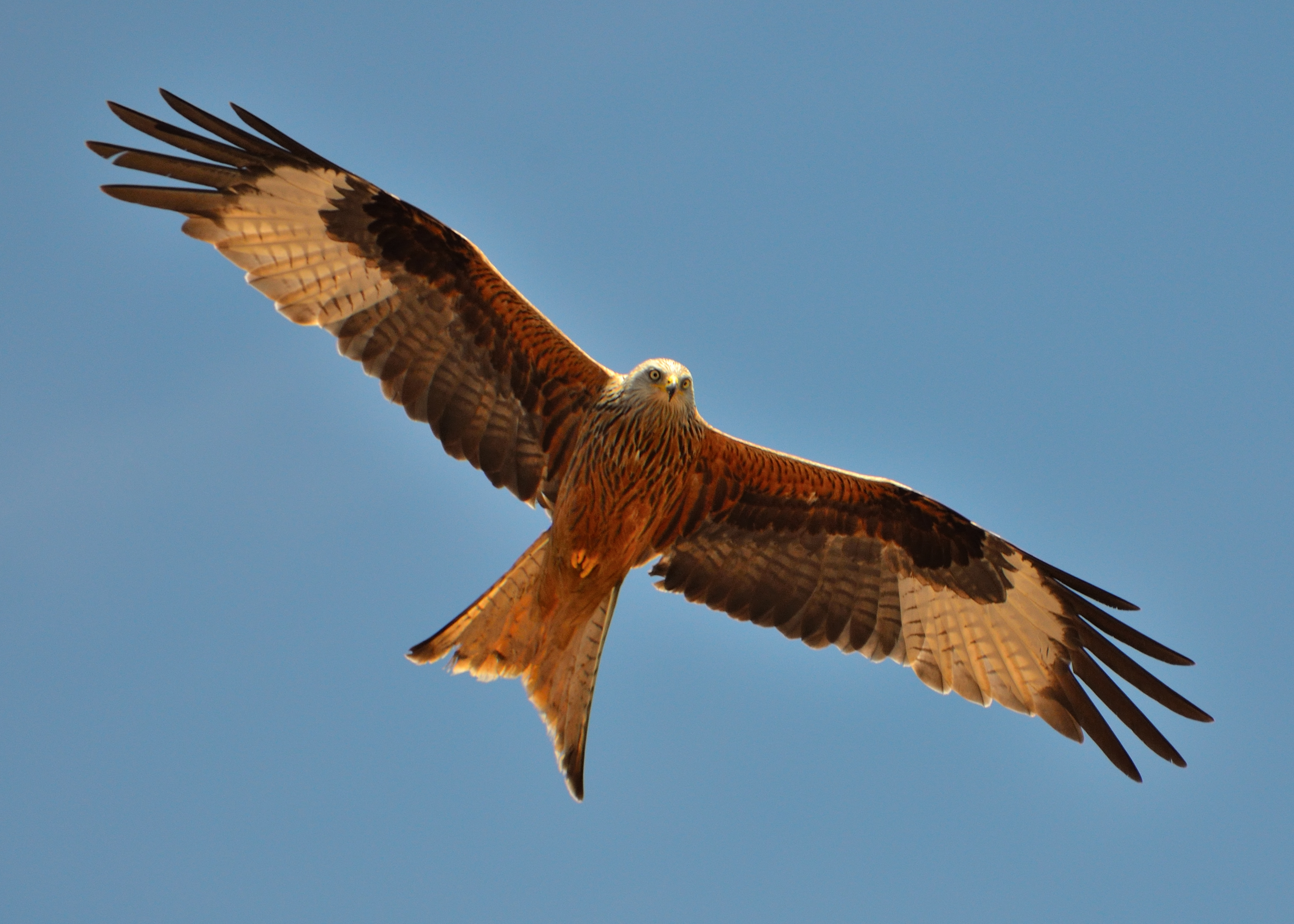
Vliegbeeld
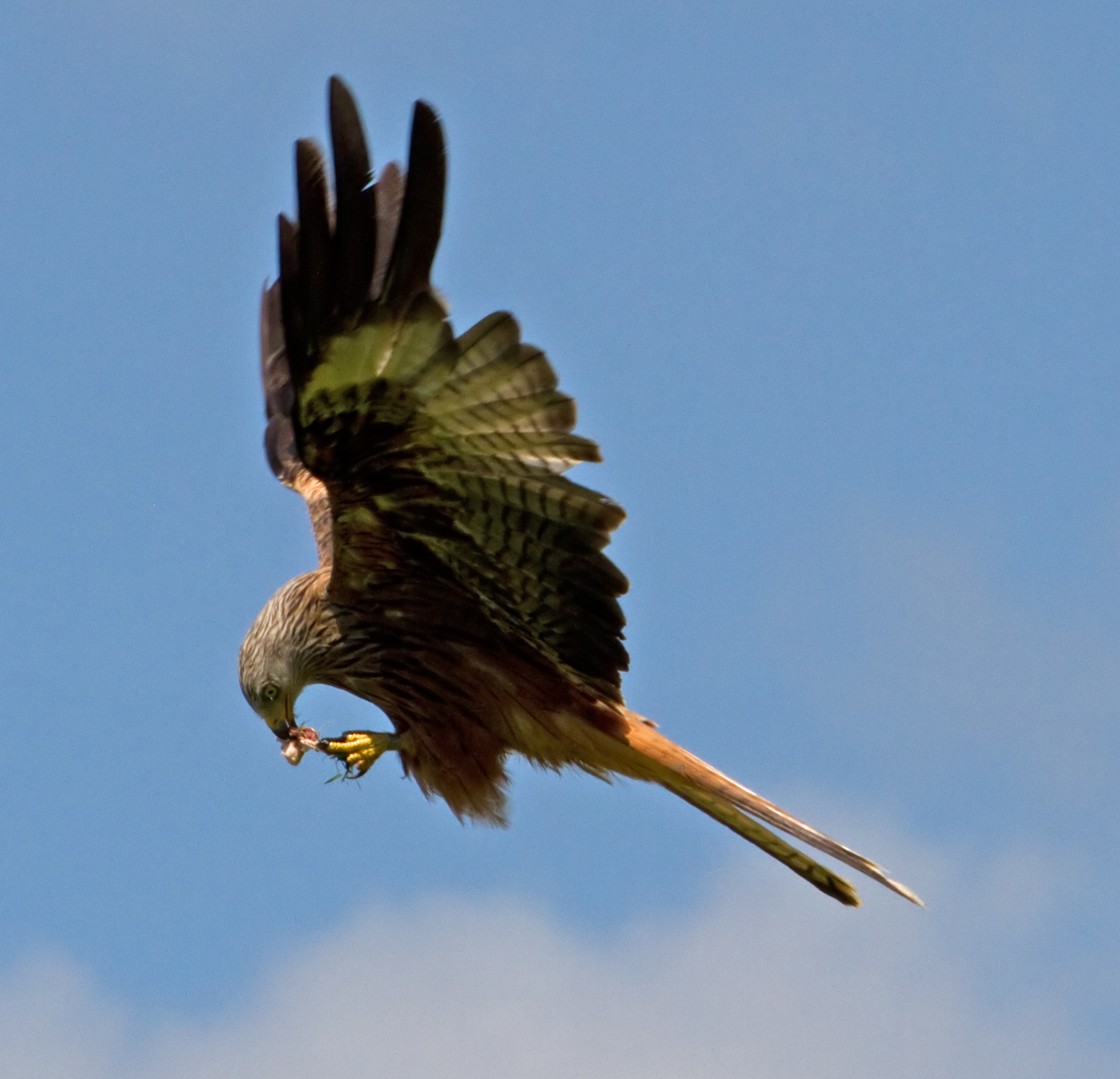
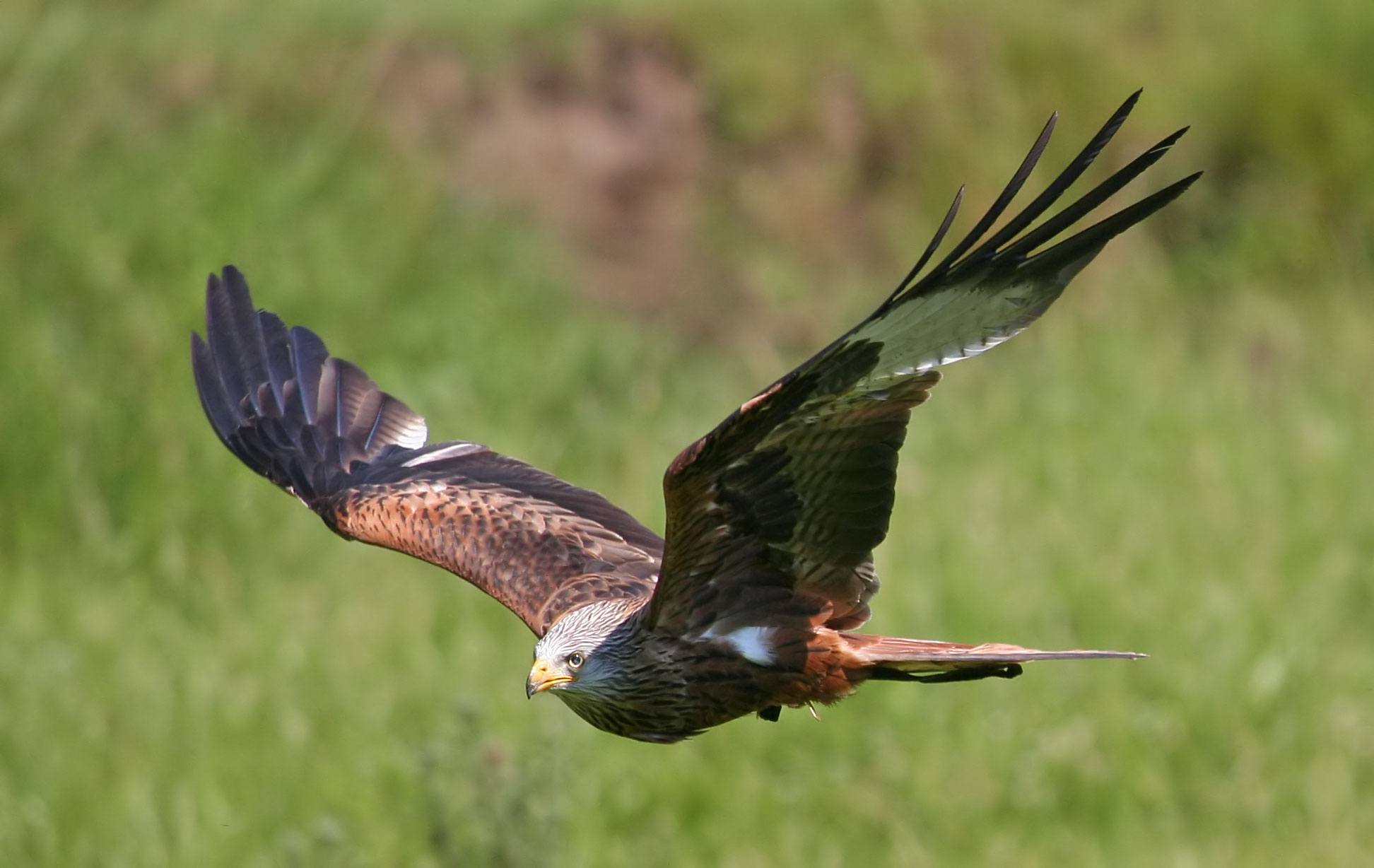

## Video
- Rode wouw op Texel